# Sonne (schip, 2014)
De Sonne is een Duits onderzoeksschip uitgerust voor onderzoek op zee. Het schip vervangt een ouder onderzoeksschip met dezelfde naam uit 1969. De nieuwe Sonne kwam eind 2014 in de vaart en is bestemd voor onderzoek in de Grote en Indische Oceaan met uitzondering van de poolgebieden.

## Bestelling en bouw
In augustus 2011 werd het contract getekend voor de bouw van de Sonne. Aanvankelijk zou het schip gebouwd worden op de Neptunscheepswerf in Rostock, maar uiteindelijk werd het gebouwd op de Meyerwerf in Papenburg. De Neptunwerf maakt onderdeel uit van Meyer. De opdracht had een waarde van 125 miljoen euro. Duitsland neemt 90% van de kosten voor zijn rekening en de overige 10% is verdeeld over Nedersaksen, Mecklenburg-Voor-Pommeren, Sleeswijk-Holstein, Hamburg en Bremen.

## Beschrijving
Het schip heeft een lengte van ruim 115 meter. Het voorste deel is bestemd voor de bemanning en de wetenschappers met de hutten, kombuis, voorraden en recreatieruimten. Het schip kan voldoende voorraden meenemen om 50 dagen op zee te blijven. Het middendeel is gereserveerd voor de laboratoria en een deel van de apparatuur. In het achterste deel staan de scheepsmotoren en is er een groot werkdek voor onderzoeksvaartuigen en kunnen 25 containers van 20 voet worden geplaatst, afhankelijk van het type onderzoek. Hier staan ook diverse kranen waarmee apparatuur op en van het schip kan worden getild. De grootste kraan heeft een hefvermogen van 30 ton.